# Volta Grande
Volta Grande este un oraș în Minas Gerais (MG), Brazilia.